# Miguel de Unamuno
(Miguel de Unamuno in un discorso tenuto all'Università di Salamanca nell'ottobre del 1936, in occasione di una Festa della Razza, in reazione alle parole di José Millán-Astray, fondatore e primo comandante della Legione spagnola.)
Miguel de Unamuno y Jugo (Bilbao, 29 settembre 1864 – Salamanca, 31 dicembre 1936) è stato un poeta, filosofo, scrittore, drammaturgo e politico spagnolo di origini basche che, rinnovandoli, ha portato sul piano filosofico i motivi più tipici dell'ispanismo, seppure in opere non sistematiche e quasi sempre di carattere letterario. 
Canonicamente, viene fatto rientrare nel movimento letterario chiamato Generazione del '98, espressione del modernismo letterario spagnolo.
Fu anche, dal 1931 al 1933, membro del Congresso dei Deputati, la camera bassa spagnola, eletto nella circoscrizione di Salamanca.

## Biografia

### I primi studi
Miguel de Unamuno y Jugo nasce a Bilbao in Calle de la Ronda n.16, nel casco viejo ("centro storico") del capoluogo biscaglino. È il terzo figlio del commerciante Félix de Unamuno, originario di Bergara che aveva raccolto una piccola fortuna in Messico, e della cugina di quest'ultimo, Salomé de Jugo. Conclusi gli studi al Colegio de San Nicolás, tra il 21 febbraio e il 2 maggio 1874, all'età di dieci anni, Miguel de Unamuno è testimone oculare dell'assedio di Bilbao durante la terza guerra carlista (moltissimi ricordi di questo episodio confluiranno nel suo primo romanzo, Paz en la guerra).
Nell'ottobre del 1875 comincia il bachillerato (la scuola secondaria di Spagna). Quando Antonio Cánovas del Castillo abolì i fueros della provincia basca, Unamuno inviò insieme ad alcuni compagni una lettera non firmata ad Alfonso XII, da poco re di Spagna, intrisa di misticismo patriottico.
In qualità di membro della Congregación de San Luis Gonzaga (della cui giunta direttiva diventerà in seguito segretario), si riunisce tutte le domeniche nella Plazuela de la Encarnación di Achuri (un quartiere di Bilbao). Erano tempi in cui il futuro romanziere si lasciava accarezzare dall'idea di una vita di santità, sogno interrotto dall'incontro con la coetanea Concepción (Concha) Lizárraga: i due in breve si fidanzano. Verso i quindici anni legge Antonio de Trueba, José Zorrilla, Jules Verne, Alonso de Ercilla, Jaime Balmes, Juan Donoso Cortés e Ossian: i primi tentativi letterari sono indirizzati all'imitazione di quest'ultimo. Il più rilevante incontro letterario è però con Benito Pérez Galdós, in cui Unamuno dirà poi di aver trovato "l'essenza del liberalismo spagnolo". Conclude il bachillerato nel 1880.

### All'università
Nel settembre del 1880 appare su El Noticiero Bilbaíno il suo primo articolo, intitolato La unión hace la fuerza ("L'unione fa la forza"). Nello stesso anno si trasferisce nella capitale, per studiare filosofia e letteratura all'Universidad Central de Madrid, concludendo gli studi, con il massimo dei voti, nel 1883. È in questo periodo che smette gradualmente di essere un cattolico praticante, "nel cristallino tentativo di rintracciare lo spirito cristiano sotto la lettera cattolica" (come affermò poi). Smette di andare a messa un giorno di Carnevale (come si ricava dai suoi ricordi) e si lancia nello studio della filosofia: impara il tedesco leggendo Hegel (uno dei pensatori in assoluto più influenti su Unamuno), studia Spencer e continua a interessarsi della questione religiosa, che ebbe sempre importanza fondamentale tra i suoi interessi di studioso. Sempre nel periodo madrileno legge i rappresentanti del krausismo (una corrente filosofica che faceva riferimento al pensiero del filosofo Karl Krause e che ebbe larga risonanza in Spagna) e Francisco Navarro Villoslada, saggista originario di Viana, che divenne una sorta di bibbia del vasquismo unamuniano, in particolare con la sua Amaya. Il 20 giugno 1884 la sua tesi dottorale, dal titolo Crítica del problema sobre el origen y prehistoria de la raza vasca, ottiene un sobresaliente: in essa propone argomentazioni contrarie a quelle classiche del nazionalismo basco, che propugnava l'idea di una razza basca mai contaminata da altre razze. Tra i professori universitari che maggiore influenza ebbero su Unamuno vi è Marcelino Menéndez Pelayo.
Nel 1885, è professore ad interim di latino in un istituto di Bilbao, ruolo che ricoprirà fino all'anno accademico 1890-1891. In quel periodo dà anche lezioni private di latino, psicologia, logica, etica, retorica, poetica e matematica. Un allievo norvegese lo introduce a Ibsen e a Kierkegaard, autori cui rimarrà per sempre legato. Unamuno prepara inoltre diversi concorsi e, nel 1886, avvia una prima opera filosofica, Filosofía lógica, ancora impostata su un positivismo radicale. La madre e la fidanzata lo inducono in questa fase a ritornare a messa. Tra il 1885 e il 1886 pubblica in Revista Vizcaya l'articolo Del elemento alienígena en el idioma vasco e su El Noticiero Bilbaíno l'articolo Guernica e un primo racconto, Ver con los ojos. Avvia anche una collaborazione con El Norte de Bilbao. Nello stesso periodo, ha una prima esperienza come autore di teatro (El custión del galabasa o El pleito de la calabaza). Frequenta l'atelier del pittore Lecuona, dove si esercita al disegno e alla pittura e dove conosce Antonio de Trueba.
Nel 1888 partecipa al concorso per la cattedra di psicologia, logica ed etica dell'Istituto di Bilbao, ma senza esito. E senza esito è la partecipazione al concorso ad una cattedra di lingua basca, offerta dalla Diputación de Vizcaya, cui partecipano anche Sabino Arana Goiri e Resurrección María de Azkue (quest'ultimo si aggiudica il posto, mentre Unamuno arriva secondo). Nel 1889 traduce dal tedesco i Reiseskizzen aus Biscaya di Wilhelm von Humboldt (Bocetos de un viaje a través del País Vasco): la traduzione viene pubblicata sulla rivista Euskal-Erria (tomo XX).
Nel 1889 sospende la preparazione di altri concorsi e, con il supporto economico di uno zio, si reca in Italia, dove visita Firenze, Roma, Napoli e Milano e dove conosce l'arte del Beato Angelico, di Benvenuto Cellini e di Giambologna. Passa poi per Marsiglia, Ginevra, Lione e Parigi, dove si celebra la Exposition Universelle e si inaugura la Torre Eiffel, dal cui ultimo piano contempla la città.

### L'adesione al socialismo
Il 31 gennaio 1891 si sposa con Concha Lizárraga. In maggio torna a Madrid, per prepararsi per il concorso alla cattedra di greco dell'Università di Salamanca, che ottiene. Aspirante alla stessa cattedra (ma all'Università di Granada) è Ángel Ganivet, con cui Unamuno fa amicizia: questo rapporto andrà intensificandosi, fino al suicidio di Ganivet nel 1898. Unamuno rivela a Ganivet l'intenzione di illustrare un'edizione della Batracomiomachia, per la quale prepara dei bozzetti. Vinta la cattedra di greco, Unamuno si trasferisce con la moglie a Salamanca. Nel dicembre 1891 i due si trasferiscono in una casa nei pressi del Campo de San Francisco, mentre due anni dopo si trasferiranno in un'altra casa, nei pressi della plaza de toros. Intrattiene a Salamanca rapporti con Luis Maldonado, Pedro Dorado Montero, Juan y Ramón Barco e con il poeta cieco Cándido Rodríguez Pinilla.
Il 3 agosto 1892 nasce a Bilbao il primo figlio della coppia, Fernando (gli altri figli nasceranno a Salamanca). Prosegue nel frattempo la sua attività di pubblicista: continua a collaborare con i periodici di Bilbao e avvia a scrivere per quelli salmantini: La libertad (che a tratti dirigerà), El Diario de Salamanca, El Fomento de Salamanca (quest'ultimo di tendenze repubblicane).
Nel 1892, la Real Academia Española convoca un concorso, cui Unamuno partecipa con il saggio Gramática y glosario del Poema de mio Cid: contribución al estudio de los orígenes de la lengua española, su cui lavora fino al 1894. Dedicato al Poema de mio Cid, rimarrà inedito fino al 1977. Nel febbraio 1895 l'Accademia concede il premio a Ramón Menéndez Pidal, che riceve 19 voti (Lomba y Pedraja un voto, Unamuno nemmeno uno). Secondo Julián Marías, la delusione di Unamuno fu assai forte e lo indirizzò verso forme di scrittura diverse dal saggio accademico.
Nel 1894 aderisce al socialismo, entrando nella Agrupación Socialista de Bilbao e collabora al settimanale Lucha de clases di Bilbao, per poi abbandonare il PSOE nel 1897, anno in cui lo coglie una profonda depressione spirituale e personale, che sarà oggetto prediletto degli studi unamuniani futuri.
Nel 1895 pubblica dei saggi sulla rivista madrilena La España Moderna che formeranno En torno al casticismo: in essi introduce il concetto di intrahistoria e insiste sulla necessità di un cambio di rotta per una Spagna a suo giudizio corrosa dalla restaurazione borbonica con il suo protezionismo culturale. Nel 1896 pubblica La crisis del patriotismo. In esso scrive che il vero sentimento patriottico sorgerà
(La crisis del patriotismo, citato in Arturo Ramoneda, «Álbum», ed. cit., p. 17.)
Sempre in questo periodo, appaiono cinque suoi articoli sulla rivista tedesca Der Sozialistische Akademiker, tra cui Die erste Bedingung einer wahrhaft freien Arbeit, Einleitung zu einigen Betrachtungen über die bürgerliche Erziehung, Der absolute Wert des Menschen und die Krankheit des Jahrhunderts (“Il valore assoluto dell'uomo e la malattia del secolo”) e Die Triebkräfte in der sozialistischen Bewegung. I socialisti tedeschi, dunque, riconoscono rapidamente in Unamuno il ruolo di "maestro della gioventù", anzi è insolitamente rapida l'iniziativa della redazione di Der Sozialistische Akademiker di contattarlo, visto che è passato solo un mese dalla sua adesione al partito (la prima lettera della redazione a Unamuno è del novembre 1894).

### Rettore a Salamanca

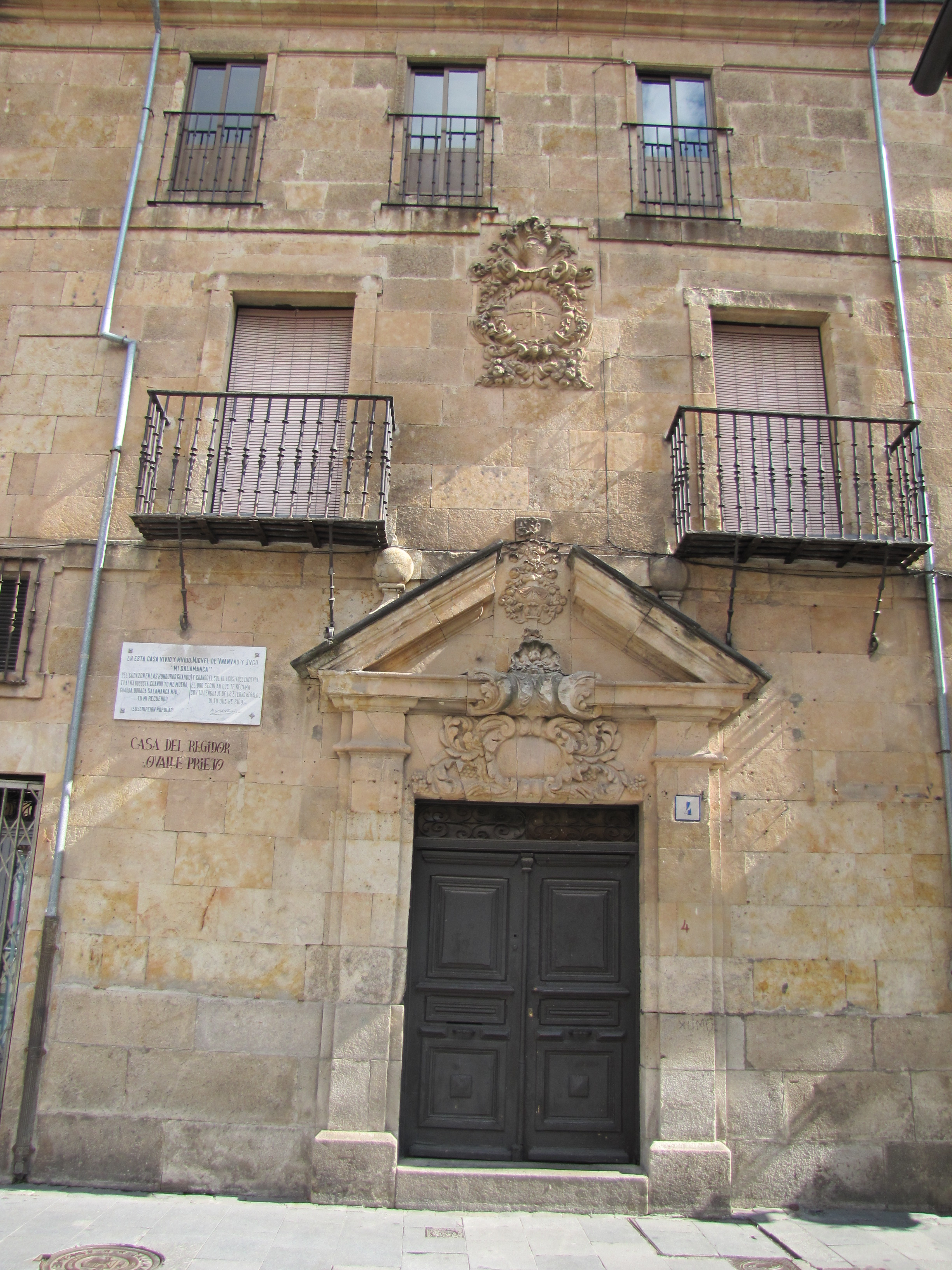
Casa del Regidor Ovalle Prieto (oggi Casa-Museo Unamuno), in Calle Bordadores, Salamanca

Il 1º ottobre 1900 Unamuno pronuncia il discorso di inaugurazione dell'anno accademico. Sempre nel 1900 (lo stesso anno in cui in Spagna, per la prima volta, per iniziativa del ministro Antonio García Alix, viene istituito uno specifico Ministerio de Instrucción Pública), Unamuno è nominato rettore dell'Università di Salamanca, in sostituzione di Mamés Esperabé: il 26 ottobre di quell'anno, la regina di Spagna Maria Cristina d'Austria firma per il pensionamento dei vecchi rettori (Alix aveva introdotto il pensionamento forzoso ai 70 anni ed Esperabé era nato nel 1830) e per l'immissione in carica dei nuovi.
A partire dal 1913 si moltiplicano gli ammiratori tedeschi che si offrono di tradurre Unamuno al tedesco, tra cui l'ebreo Paul Adler, che richiede ad Unamuno Del sentimento tragico della vita (opera che verrà effettivamente tradotta in tedesco solo molto dopo, nel 1925). È comunque il contatto con Adler che permette la pubblicazione di Das geistige Spanien und Deutschland sulla rivista Der neue Merkur, nel maggio del 1915. Anche un tale Alfred Hess tradusse parte di Del sentimento, ma poi scomparve di scena. Un tal Willy von Wartburg, uno svizzero, professore di liceo ad Aarau, ottenne i diritti di traduzione su Abel Sánchez, che tradusse a partire dal 1921. Ma il più importante traduttore al tedesco di Unamuno è Otto Buek (1873-1966), filosofo neo-kantiano amico di Georg Friedrich Nicolai e allievo di Hermann Cohen.

### L'esilio
Nel 1914, il Ministro della Pubblica Istruzione lo destituisce dall'incarico di rettore per ragioni politiche: ciò trasforma Unamuno in simbolo dell'opposizione liberale. Nel 1920, è eletto dai suoi colleghi decano della Facoltà di Lettere e Filosofia. Viene condannato a diciassette anni di prigione per insulti al re Alfonso XIII, ma la sentenza non viene eseguita. Nel 1921, è nominato vicerettore. I suoi costanti attacchi al re, al dittatore Primo de Rivera e al suo ministro e governatore di Barcellona Severiano Martínez Anido, al generale Mola, provocano una nuova destituzione e l'esilio a Fuerteventura (febbraio del 1924). Il 9 luglio gli viene concessa l'amnistia, che Unamuno però rifiuta, autoesiliandosi in Francia: inizialmente si reca a Parigi e, poco dopo, a Hendaye, nella Vasconia francese. Di qui riprende gli attacchi a Primo de Rivera, il quale tenta persino, senza effetto, di farlo allontanare dalle autorità francesi. Ciò fino al 1930, anno in cui viene meno il regime. Il rientro di Unamuno a Salamanca è trionfale.

### La Repubblica e i franchisti
Durante le elezioni del 12 aprile 1931, Unamuno si candida a consigliere comunale nel gruppo repubblicano-socialista e risulta eletto. Il 14 aprile, proclama, dal balcone del Comune di Salamanca, la nascita della Seconda Repubblica spagnola, annunciando una nuova era e la fine di "una dinastia che ci ha impoverito, svilito e istupidito". La Repubblica lo reintegra alla carica di rettore dell'Università salmanticense.
Si presenta alle elezioni politiche ed è eletto deputato alle Cortes come indipendente. Ma già poco dopo, inizia in Unamuno un terribile disincanto. Nel 1933, decide di non ricandidarsi. Nel 1934, pone fine alla lunga attività di docente andando in pensione ed è nominato rettore a vita (titolo onorifico) dell'Università di Salamanca, in cui viene anche creata una cattedra a suo nome. Nel 1935, è nominato cittadino onorario della Repubblica. Ma Unamuno, poco sensibile alle onorificenze, esprime pubblicamente le proprie critiche sulla riforma agraria, la politica religiosa, la classe politica, il governo e Azaña.
All'inizio della guerra civile spagnola, Unamuno appoggia l'Alzamiento nazionalista. Unamuno vede nella sollevazione militare una possibilità di rigenerazione per un paese ormai alla deriva. Quando, il 19 luglio 1936, praticamente la totalità delle autorità salmanticensi vengono sostituite, Unamuno accetta la carica di consigliere offertagli dal nuovo sindaco, il comandante del Valle.
Nell'estate del 1936, lancia un appello agli intellettuali europei perché appoggino i falangisti, indicandoli come ultimo baluardo della civiltà occidentale e della tradizione cristiana. Azaña lo destituisce, ma il governo insurrezionale di Burgos lo reintegra. Alla fine di luglio, i suoi amici salmanticensi Prieto Carrasco (sindaco repubblicano di Salamanca) e José Andrés y Manso, deputato socialista, erano stati assassinati, e così il suo alunno prediletto, il rettore dell'Università di Granada Salvador Vila. In carcere si trovavano, poi, diversi intimi amici di Unamuno: il dottor Filiberto Villalobos e il giornalista José Sánchez Gómez (quest'ultimo in attesa di essere fucilato). Un altro suo amico, il pastore protestante Atilano Coco, era minacciato di morte. All'inizio di ottobre, Unamuno visita Franco per ottenere clemenza per i suoi amici incarcerati, ma è tutto inutile.
Il 12 ottobre 1936, durante l'apertura dell'anno accademico, che coincideva con la celebrazione del Día de la Raza (Giorno della Razza), nel Paraninfo (Sala degli Atti) dell'Università, al rettore Unamuno è affidato un discorso, che egli onora con delle parole contro l'"anti-Spagna". Terminato il discorso ufficiale, Unamuno si lancia, proseguendo a braccio, in una critica durissima del corso preso dalla guerra civile spagnola, sentenziando alla fine: "Ed ora sento un grido necrofilo e insensato: - Viva la morte! - Ed io che ho trascorso la mia vita a creare paradossi che suscitavano la collera di coloro che non li afferravano, io devo dirvi, come esperto in materia, che questo barbaro paradosso mi ripugna...Questo è il tempio dell'intelletto. E io ne sono il sommo sacerdote. Siete voi che profanate il sacro recinto. Voi vincerete perché avete soverchia forza bruta. Ma non convincerete. Perché, per convincere, bisogna persuadere. E per persuadere occorre quello che a voi manca: ragione e diritto nella lotta. Io considero inutile esortarvi a pensare alla Spagna. Ho finito". A ciò risponde brutalmente il generale Millán-Astray (che Unamuno aveva inaspettatamente accusato di corruzione), gridando "A me la Legione", "Viva la Morte!" (motto della Legión Española). José María Pemán cerca di sedare gli animi, gridando "Viva l'intelligenza! A morte i cattivi intellettuali!". La moglie di Franco, Carmen Polo, prende per il braccio don Miguel e lo accompagna a casa, circondata dalla sua guardia personale. Il giorno stesso, la municipalità si riunisce segretamente ed espelle Unamuno. Il 22 ottobre, Franco firma il decreto di destituzione del rettore Unamuno.
Gli ultimi giorni di vita (dall'ottobre al dicembre del 1936) Unamuno li passa agli arresti domiciliari, in uno stato (secondo le parole di Fernando García de Cortázar) di rassegnata disperazione e solitudine (la moglie era morta nel 1934). Il 20 o il 21 ottobre, in un'intervista ottenuta dal giornalista francese Jérôme Tharaud (spesso erroneamente attribuita allo scrittore Nikos Kazantzakis), mantiene il sostegno a Franco e critica le crudeltà da ambo le fazioni. Unamuno afferma:

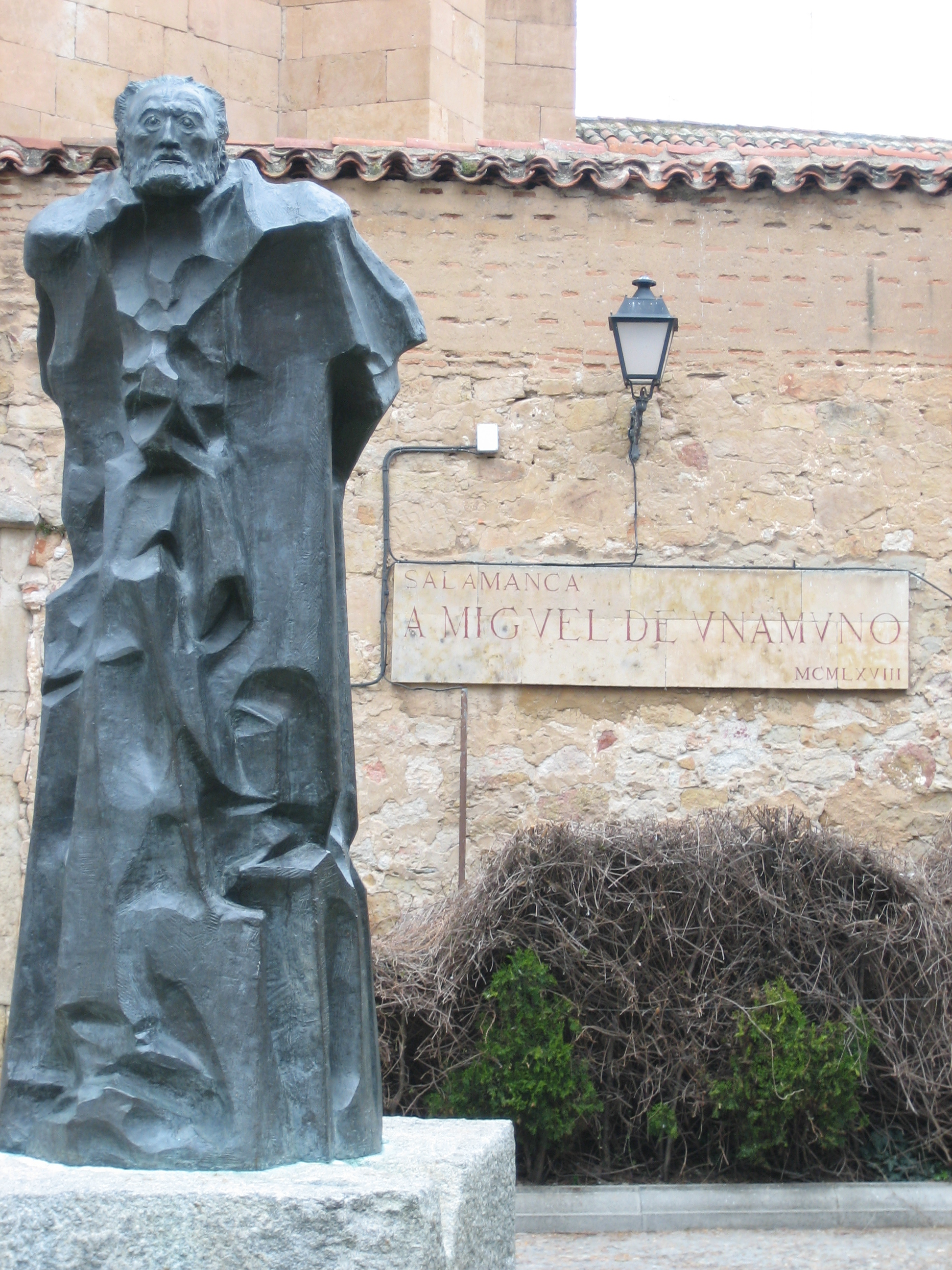
Monumento a Unamuno a Salamanca

E pochi giorni dopo (stavolta sì con Kazantzakis):
Il 21 novembre, scrive a Lorenzo Giusso:
Morì d'infarto nella propria casa di Salamanca il 31 dicembre 1936, dopo l'abituale tertulia serale che era solito avere con qualche amico. Nonostante la sua virtuale reclusione, fu esaltato, al funerale, come eroe falangista. In occasione della morte, Antonio Machado scrisse:

## L'opera

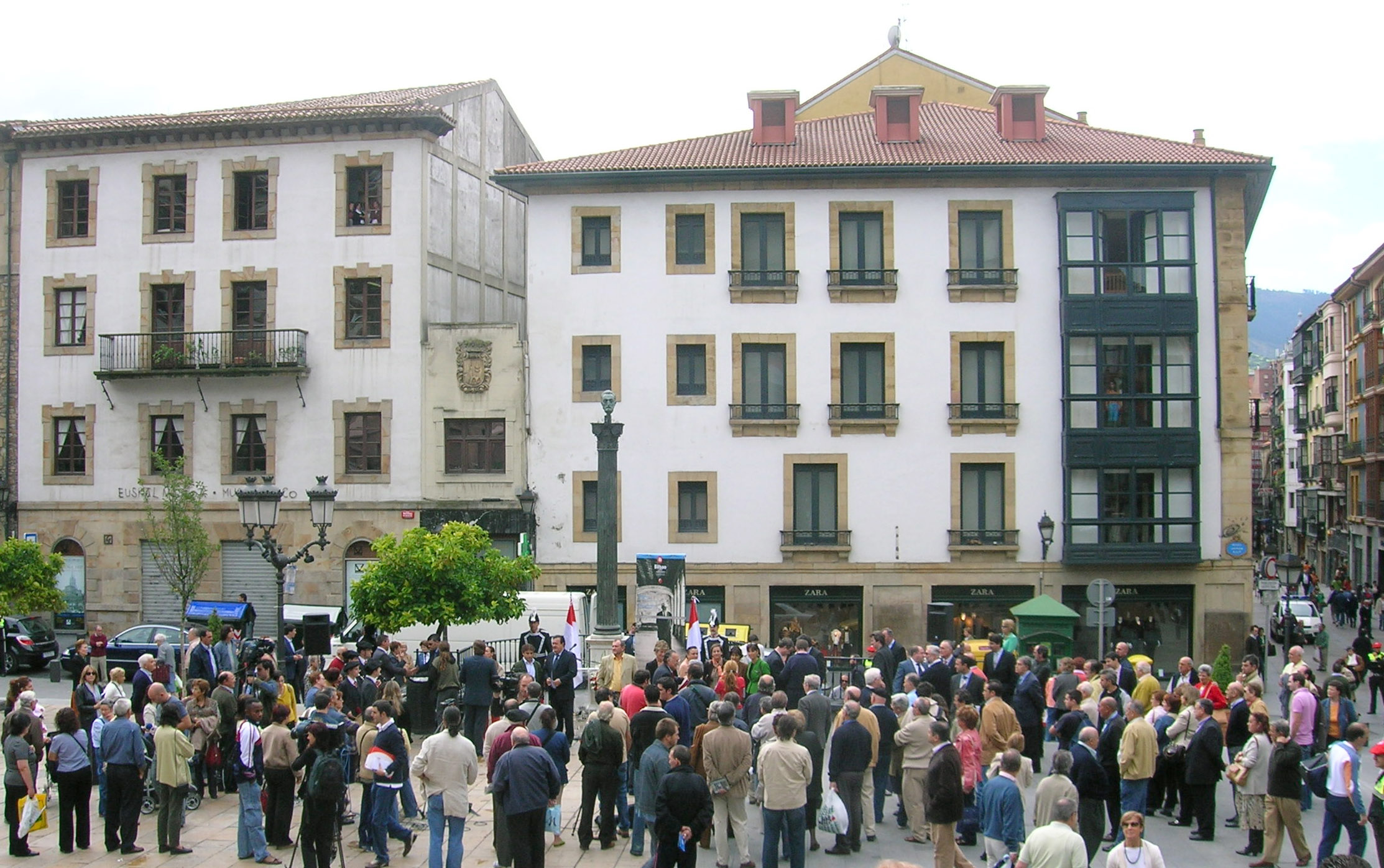
L'omaggio annuale che il Comune di Bilbao rende all'autore, in Plaza de Unamuno, nel quartiere dove nacque

Il suo pensiero nasce dal contrasto fra le istanze della ragione e quelle della vita in una visione di tragica lotta, senza tregua e senza pace. Così il suo modello ideale è la figura di Don Chisciotte, cui dedica il famoso Vita di Don Chisciotte e Sancho (1905). L'eroe di Cervantes viene da lui inteso come suprema incarnazione dell'idealismo umano, che persegue una meta, ricercata e amata non come termine di possesso, ma come miraggio.
Personalità controversa e contraddittoria, è sostanzialmente un intellettuale liberale. Nonostante questo, appoggia, agli inizi, la repubblica, ma, a causa del sentimento di delusione dovuto ad alcune scelte del nuovo governo, aderisce, in un primo tempo, al movimento franchista dopo aver sopportato sei anni di esilio (dal 1924 al 1930) per le sue idee repubblicane, ed essersi più volte scagliato contro il militarismo, da lui considerato sofisticatore del genuino concetto di patria. Resterà ben presto deluso anche dal franchismo, una volta resosi conto dei suoi obiettivi totalitari.
Essendo una personalità importante della cultura internazionale, nonché filosofo e grecista, Unamuno mantiene il suo ruolo di rettore dell'Università di Salamanca, la più prestigiosa di Spagna, anche sotto il franchismo, nonostante appoggiasse in modo tiepido il regime.
Al centro della sua tormentata tematica si pone il problema religioso, di cui parla in La mia religione (1910), Del sentimento tragico della vita (1913), L'agonia del cristianesimo (1925). Svuotando il Cristianesimo di ogni struttura dogmatica, Unamuno si accanisce contro la "casta sacerdotale", monopolizzatrice del dogma e mortificatrice del genuino spirito cristiano.
El Rector, come era conosciuto in Spagna, fu anche importante innovatore del romanzo: attraverso un parallelismo tra la figura dell'autore e Dio, da un lato, e del personaggio e l'uomo, dall'altro, nel suo romanzo Nebbia del 1914, cercò di alludere al mistero della fede: Augusto Pérez, il protagonista di quello che Unamuno si rifiuta di chiamare romanzo e per cui inventa il nome "nivola", deve infatti alla fine affrontare Unamuno stesso, il suo creatore. A questa impostazione sottende la concezione dell'umanità e della vita come un sogno di Dio. Augusto però si ribella, affermando che è in funzione di lui che, in realtà, il suo creatore esiste.
Unanumo fu anche poeta di un lirismo rude ed efficace: celebri sono le sue Poesie (1907) e Il Cristo di Velázquez (1920).

### Filosofia
La filosofia di Unamuno non ha avuto carattere sistematico. È, al contrario, un tentativo di negare qualunque sistema e di affermare, sul piano religioso, l'imporsi della fede esclusivamente sulla base della volontà disperata di credere, contro ogni evidenza empirica e contro ogni processo razionale. Pur formandosi sull'hegelismo e sulla tradizione razionalista occidentale (che, a cavallo dei due secoli, aveva assunto i caratteri del positivismo), Unamuno è indotto, soprattutto alla luce della profonda crisi spirituale del 1897, a rivisitare i luoghi comuni del sistema filosofico occidentale. Il prodotto di questa riflessione è un'originalissima analisi del sistema filosofico come genere letterario che abbracci l'intero mondo ad esclusione di un solo "personaggio", l'autore del sistema stesso: il sistema è, dunque, in grado di oggettivizzare le forme della realtà ma non è affatto in grado di rendere conto della collocazione del suo stesso autore nel piano razionale da esso delineato. Sotto quest'aspetto, non si può non ravvisare una somiglianza con Feuerbach e, in genere, con la sinistra hegeliana. In gioventù, Unamuno scrive articoli che denunciano una sua simpatia per il socialismo e, al contempo, una grande preoccupazione per il destino storico della Spagna.
Fu soprattutto l'influenza di pensatori come Harnack a provocare in Unamuno il rifiuto definitivo del razionalismo. Tale abbandono sfocia in modo manifesto in un'importante opera senile, il San Manuel Bueno, mártir, breve racconto sulla vita di un curato di campagna, in cui è forte il ricorso alla metafora dei luoghi naturali (caratteristica unamuniana fin dai tempi di Paz en la guerra): qui, la neve è vista cadere sul lago e sulla montagna, la montagna su cui la neve crea forme e paesaggi dalla consistenza incerta, e il lago, in cui si dissolve nella limpida chiarezza del nulla.
Per quanto Unamuno creda che la morte sia soprattutto la fine biologica di un organismo, vede nella credenza in una vita dopo la morte un elemento indispensabile e quasi sotterraneo al normale scorrere della vita in questa terra. Per molte ragioni, Unamuno è considerato un importante anticipatore dell'esistenzialismo che, diversi decenni dopo, sarebbe divenuto di moda nel pensiero europeo.
La preoccupazione per il destino storico della Spagna si manifesta in diversi saggi: En torno al casticismo (1895), Vida de Don Quijote y Sancho (1905) e Por tierras de Portugal y España (1911).
Durante la guerra civile e soprattutto a partire dall'agosto del 1936, Unamuno comincia a raccogliere appunti per un libro che non sarebbe arrivato a scrivere e in cui è plasmato il suo testamento politico: Del resentimiento trágico de la vida. Notas sobre la revolución y la guerra civil españolas. Il titolo è mutuato dal suo famoso saggio Del sentimiento trágico de la vida (1913) che, insieme a La agonía del cristianismo (1925), rappresenta il suo testo più eminentemente filosofico.

### Teatro
L'opera drammatica di Unamuno è stata spesso intesa come strumento per una più articolata espressione del suo pensiero filosofico. Anche a motivo di ciò, non ha avuto successo tra il pubblico. L'indagine sulla spiritualità individuale, la fede come "menzogna vitale" e il problema della doppia personalità sono alcuni dei temi che più ricorrono in questo teatro. Vanno ricordate La esfinge (1898), La verdad (1899), El otro (1932). Attualizza la tragedia euripidea in Fedra (1918) e traduce la Medea (1933) di Seneca.
Il teatro unamuniano presenta le seguenti caratteristiche: è schematico e spogliato di ogni artificio, e ospita quasi esclusivamente i conflitti e le passioni che affettano i personaggi. Questa austerità è direttamente influenzata dal teatro greco classico. Anche la scenografia è spoglia, semplificata al massimo.
Con la simbolizzazione delle passioni e la austerità tanto della parola quanto della scenografia, il teatro unamuniano si collega alle esperienze teatrali europee e apre un cammino che porterà al rinnovamento del teatro spagnolo (Ramón María del Valle-Inclán, Azorín e, più in là, Federico García Lorca).

### Narrativa
L'opera narrativa di Unamuno, in ordine cronologico, si compone delle seguenti pubblicazioni:
- 1897 Paz en la guerra, romanzo storico, ambientato nella Bilbao della terza guerra carlista, in cui il rapporto tra l'Io e il Mondo è mediato dalla conoscenza della morte.
- 1902 Amor y pedagogía, primo romanzo sperimentale di Unamuno, il quale inizia ad abbozzare l'equazione Dio-Uomo=Autore-Personaggio; il romanzo, che unisce tragico e comico, concerne il sogno di un padre di educare il figlio scientificamente.
- 1908 Recuerdos de niñez y mocedad, opera autobiografica.
- 1913 El espejo de la muerte, raccolta di racconti brevi.
- 1914 Niebla, romanzo sperimentale dove Unamuno diventa personaggio della "Nivola".
- 1917 Abel Sánchez, romanzo che inverte il topico biblico di Caino e Abele e aspira a rappresentare un'anatomia dell'invidia.
- 1920
  - Tulio Montalbán, romanzo breve sul problema intimo della sconfitta patita dalla personalità autentica di un uomo per mano della sua immagine pubblica.
  - Tres novelas ejemplares y un prólogo, collezione di tre racconti, preceduti da un prologo di grande importanza per lo studio di Unamuno e della sua teoria compositiva del romanzo; versione italiana: Tre novelle esemplari e un prologo, traduzione e postfazione a cura di Nazzareno Fioraso, Asterios, Trieste 2015; ISBN 978-88-9313-001-1
- 1921 La zia Tula (La tía Tula), ultimo romanzo lungo, in cui è analizzata la questione della maternità, del sesso e della natura, sfruttando il parallelo tra vita umana e alveare di api.
- 1924 Teresa, misto di narrazione e di rime becqueriane che aspira a ricreare idealmente e concretamente la donna amata.
- 1927 Cómo se hace una novela, autopsia del romanzo unamuniano, in cui un uomo si imbatte in un libro che descrive situazioni del tutto simili a quelle vissute dall'uomo (incluso il ritrovamento del libro), fino al vorticoso annullamento della cornice di finzione che garantisce il lettore dalla reale inquietudine che l'arte può suscitare.
- 1930
  - San Manuel Bueno, mártir, romanzo breve che narra la storia di un prete che perde la fede e che sacrifica il proprio giudizio per il bene dei parrocchiani. La più recente traduzione italiana dell'opera è la seguente: Miguel de Unamuno, San Manuel Bueno, martire, traduzione e introduzione a cura di Nazzareno Fioraso, Asterios, Triste 2021.
  - Don Sandalio, jugador de ajedrez.

## Traduzioni in Italiano
Amos edizioni, casa editrice italiana, ha contribuito alla traduzione di diverse opere di Miguel de Unamuno. Sebastiano Gatto, traduttore e scrittore italiano, ha tradotto diverse opere dell'autore, tra le quali "Abel Sánchez" .

## Nella cultura di massa
Il film spagnolo del 2019 Mientras dure la guerra è incentrato sulla vicenda personale e politica degli ultimi mesi di vita di Miguel de Unamuno, interpretato dall'attore Karra Elejalde; il film del regista Alejandro Amenábar è poi uscito in Italia il 26 maggio del 2022 con il titolo di Lettera a Franco.